# KH–50
Az 1920-as évek második felének koncepciója volt a keréken és lánctalpon egyaránt működtethető harckocsi. A csehszlovák Škoda Művek KH–50 típusjelű járműve ennek jegyében keletkezett. A futómű egyediségét az jelenti, hogy a lánctalp leszerelése nélkül, csupán négy kiegészítő kerék felszerelésével lehetett kerékre tenni. A tesztpéldányokat Csehszlovákiában, a Szovjetúnióban és Olaszországban próbálták ki, de a sajátos megoldásokkal bíró típus nem került továbbfejlesztésre.

## Egyéb adatok
- Hasmagasság: 0,35 m
- Mászóképesség: 45°
- Lépcsőmászó képesség: 0,6 m
- Gázlóképesség: 1 m
- Árokáthidaló képesség: 1,8 m
- Üzemanyagtartály: 160 l